# Andrea Bertozzi
Andrea Louise Bertozzi (* 1965) ist eine US-amerikanische Mathematikerin.

## Leben
Andrea Bertozzi ist die Schwester von Carolyn Bertozzi und Tochter des Physikers William Bertozzi (* 1931), der Professor am Massachusetts Institute of Technology war. Sie studierte an der Princeton University, mit dem Bachelor-Abschluss 1987, dem Master-Abschluss 1988 und der Promotion bei Andrew Majda 1991 (Existence, Uniqueness, and a Characterization of Solutions to the Contour Dynamics Equation).  1991 bis 1995 war sie Dickson Instructor an der University of Chicago und 1995/96 bei Maria Goeppert-Mayer Distinguished Scholar am Argonne National Laboratory. 1995 wurde sie Associate Professor und später Professor an der Duke University, wo sie Direktor des Center for Nonlinear and Complex Systems war. 2003 wurde sie Professorin für Mathematik an der University of California, Los Angeles (UCLA), ab 2005 als Direktorin für Angewandte Mathematik. 2012 erhielt sie den Betsy Wood Knapp Chair for Innovation and Creativity. Sie ist am California NanoSystems Institute der UCLA. 2018 wurde sie zusätzlich Professorin für Maschinenbau und Luftfahrttechnik.

## Werk
Sie befasst sich mit nichtlinearen partiellen Differentialgleichungen und deren Anwendungen, darunter Physik dünner Filme wie der Entstehung von Tropfen in Weingläsern (siehe Kirchenfenster (Wein)), Schwarmverhalten und Aggregationen in der Biologie (Lösungen der Aggregationsgleichungen in beliebiger Dimension) und Flüssigkeitsströmungen, die kleine Partikel transportieren und freie Oberflächen haben. Sie befasste sich auch mit Daten- und Bildanalyse im Mikro- und Nanobereich und dem Muster von Straftaten in Städten.

## Ehrungen und Mitgliedschaften
1995 war sie Sloan Research Fellow, 1996 einen Presidential Early Career Award und 2009 den Kovalevsky Preis und 2019 den Kleinman Prize der SIAM, deren Fellow sie 2010 wurde. 2013 wurde sie Fellow der American Mathematical Society und 2016 der American Physical Society und 2010 wurde sie in die American Academy of Arts and Sciences gewählt und 2018 in die National Academy of Sciences. 2015/16 war sie hochzitierte Wissenschaftlerin bei Thomson Reuters/Clarivate.
2014 erhielt sie mit Arjuna Flenner einen SIAM Outstanding Paper Award für einen Aufsatz über geometrische Graphen-basierte Algorithmen beim Maschinenlernen. 2017 wurde sie Simons Investigator.
Bertozzi war vorgesehen, 2021 die Noether Lecture zu halten. Im Zusammenhang mit dem Todesfall George Floyd geriet diese Entscheidung in die Kritik, weil ein erheblicher Teil ihrer Forschungsarbeiten sich auf die Vorhersage von Verbrechen (predictive policing) bezog. Die Association for Women in Mathematics, die American Mathematical Society und Andrea Bertozzi selbst kamen überein, die Vorlesung abzusagen.

## Schriften (Auswahl)
- The Mathematics of Moving Contact Lines in Thin Liquid Films, Notices Am. Math. Soc., Band 45, Heft 6, Juni/Juli 1998, S. 689–697
- mit Andrew Majda: Vorticity and Incompressible Flow, Cambridge UP 2002
- mit Maria R. D'Orsogna, Yao-Li Chuang, Lincoln Chayes: Self-propelled particles with soft-core interactions: patterns, stability, and collapse, Physical Review Letters, Band 96, 2006, S. 104302
- mit C.M. Topaz, M.A. Lewis. A nonlocal continuum model for biological aggregation, Bulletin of Mathematical Biology, Band 68, 2006, S. 1601–1623
- mit  T. Laurent, Finite-time blow-up of solutions of an aggregation equation in {\displaystyle R^{n}}, Comm. Math. Phys., Band 274, 2007, S. 717–735
- mit M. B. Short, M. R. D'Orsogna, V. B. Pasour, G. E. Tita, P. J. Brantingham, L. Chayes: A statistical model of criminal behavior, M3AS: Mathematical Models and Methods in Applied Sciences, special issue on Traffic, Crowds, and Swarms, Band 18, Supp., 2008, S. 1249–1267
- mit Jose A. Carrillo, Thomas Laurent: Blowup in multidimensional aggregation equations with mildly singular interaction kernels, Nonlinearity, Band 22, 2009, S. 683–710.
- mit Yifei Lou, Xiaoqun Zhang, Stanley Osher: Image Recovery via Nonlocal Operators, J. Sci. Comp., Band 42, 2010, S. 185–197
- mit J. Bedrossian, Nancy Rodriguez: Local and Global Well-Posedness for Aggregation Equations and Patlak-Keller-Segel Models with Degenerate Diffusion, Nonlinearity, Band 24, 2011, S. 1683–1714
- mit Thomas Laurent, Jesus Rosado: {\displaystyle L^{p}} theory for the multidimensional aggregation equation, Comm. Pur. Appl. Math., Band 64, 2011, S. 45–83
- mit Arjuna Flenner,  Diffuse Interface Models on Graphs for Classification of High Dimensional Data, SIAM Review, Band 58, 2016, S. 293–328
- mit Li Wang, Martin Short: Efficient numerical methods for multiscale crowd dynamics with emotional contagion, Math. Models Methods Appl. Sci., Band 27, 2017, S. 205–230